# Севел, Виллем

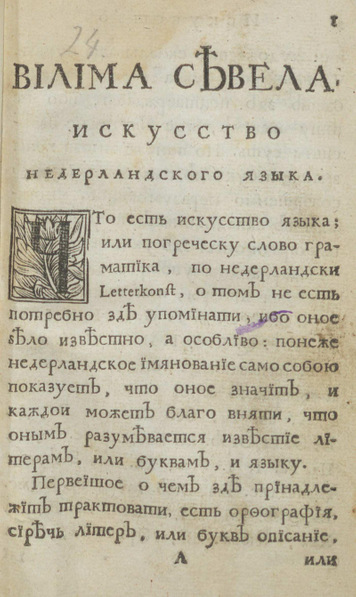
Виллем Севел. «Искусство нидерландского языка», 1717, Санкт-Петербург

Виллем Севел или Уильям Сьюэлл (нидерл. Willem Sewel; 19 апреля 1653 (крещение), Амстердам — март 1720) — голландский историк, писатель

, переводчик,лингвист. Квакер.

## Биография
Английского происхождения. Сын хирурга. Его дед по отцовской линии, Уильям Сьюэлл, броунист из Киддерминстера, эмигрировал из Англии, чтобы избежать религиозных преследований.
Рано оставшись сиротой, Виллем воспитывался у дяди. В восемь лет довольно хорошо владел латынью, но вскоре был отдан в ученики ткачу. В четырнадцатилетнем возрасте отправился в Англию. Вернувшись в Голландию после десяти месяцев пребывания там, устроился переводчиком, регулярно сотрудничал с Amsterdam Courant и другими газетами, писал стихи и вёл периодическое издание.
Несмотря на приглашение от Уильяма Пенна стать преподавателем школы квакеров, открытой в Бристоле, решил оставался в Амстердаме, где жил до своей смерти 13 марта 1720 года.

## Творчество
Историк квакерства.
В течение 25 лет работал над своим главным трудом «История подъёма, роста и прогресса христианского народа, называемого квакерами». Впервые он был опубликован на голландском языке под названием «Histori van de Opkompste, Aanwas en Voortgang der Christenen bekend» den naam van Quakers в Амстердаме в 1717 г. (второе издание, 1742). Английское издание (Лондон, 1722 г.), посвящённое королю Георгу I, было в значительной степени предпринято для исправления Historia Quakeriana (Амстердам, 1695). Работа В. Севела была основана на большой корреспонденции, данных журнала Джорджа Фокса, истории графа Кларендона и «Воспоминаниях» Эдмунде Ладлоу.

## Избранные сочинения
- Большой англо-голландский словарь, 2 т. Амстердам, 1691; 5-е изд. 1754; 6-е изд. 1766.
- Краткое руководство по нижнеголландскому языку (английский и голландский), Амстердам, 1700 г; другие издания, 1725, 1740, 1747, 1760-86.
- Oratio in Luxum (латинский и голландский) , 1715.
- Искусство нидерландского языка, 1717, Санкт-Петербург

Занимался редактированием Grammaire Hollandoise Филиппа ла Грю, 1744, 3-е изд. 1763, 4-е, 1785, и
Переводил с английского на голландский язык.